# Maison (Loches, 40 rue Picois)
Pour les articles homonymes, voir Maison (homonymie).
La maison (Loches, 40 rue Picois) est une ancienne demeure particulière dans la commune de Loches, dans le département français d'Indre-et-Loire.
Les bâtiments donnant sur la cour intérieure de cette maison du XVIe siècle sont inscrits comme monument historique en 2008.

## Localisation
La maison est située hors de la ville médiévale, dans la rue Picois qui, vers le sud-est, mène à la porte du même nom.

## Histoire
La campagne principale de construction de cette maison remonte à la seconde moitié du XVIe siècle.
Les corps de logis donnant sur la cour intérieure sont inscrits comme monument historique par arrêté du 17 mars 2008.

## Description
Les bâtiments sont largement remaniés mais celui situé au nord de la cour garde ses sculptures Renaissance. Une cage d'escalier sur plan carré renferme un escalier à vis ; elle est accostée d'une travée de loggias.

## Pour en savoir plus